# Старий Двур (Куявсько-Поморське воєводство)
Старий Двур (пол. Stary Dwór, нім. Althof) — село в Польщі, у гміні Короново Бидґозького повіту Куявсько-Поморського воєводства.
Населення — 581 особа (2011).
У 1975-1998 роках село належало до Бидгощського воєводства.

## Демографія
Демографічна структура станом на 31 березня 2011 року:
|          | Загалом | Допрацездатний вік | Працездатний вік | Постпрацездатний вік |
| -------- | ------- | ------------------ | ---------------- | -------------------- |
| Чоловіки | 285     | 68                 | 192              | 25                   |
| Жінки    | 296     | 83                 | 161              | 52                   |
| Разом    | 581     | 151                | 353              | 77                   |